# Jack Kornfield
Jack Kornfield, Ph.D. is een Amerikaanse voormalig boeddhistisch monnik (bhikkhu), klinisch psycholoog, psychotherapeut, schrijver en meditatieleraar.

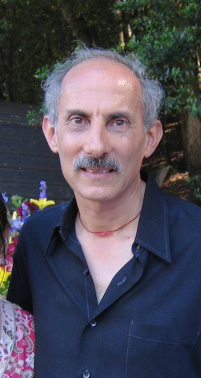

Nadat Kornfield in 1967 was afgestudeerd aan het Dartmouth College trad hij in dienst van het Peace Corps. Hij werd uitgezonden naar noordoost Thailand om de openbare gezondheidszorg te helpen verbeteren. Daar kwam hij via een ontmoeting met de Amerikaanse bhikkhu Ajahn Sumedho in contact met Ajahn Chah, die Jack Kornfield als zijn voornaamste inspiratie en leraar beschouwt. Ajahn Chah maakt deel uit van de Thaise woudkloostertraditie. Tijdens zijn intensieve studie van het boeddhisme en meditatie werd Kornfield monnik in kloosters in Thailand, Myanmar en India. In Myanmar was hij onder andere monnik in het klooster van Mahasi Sayadaw, de beroemde vipassanaleraar. In zijn reizen als monnik in Azië ontmoette Kornfield vele boeddhistische meesters, en publiceerde hij een invloedrijke verzameling van twaalf Dhamma-toespraken van twaalf verschillende meesters (titel: The Living Dharma).
Jack Kornfield werd verschillende keren bhikkhu, voor de eerste keer in 1970, toen hij het regenseizoen (ook wel pansa of vassa genoemd) in Wat Nong Pah Pong (het klooster van Ajahn Chah) doorgebracht had. Later trad hij uit om op bezoek naar Amerika te gaan en trad daarna weer toe, waarna hij weer uittrad. In 1981 werd hij voor de laatste keer monnik en bracht een regenseizoen door in Wat Pah Pong, waarna hij opnieuw uittrad. Soms wordt Jack Kornfield ook wel gekscherend 'Jack de Stripper' genoemd, omdat hij vele keren uit het monnikschap trad, waarbij de kleden van de monnik verwisseld worden voor de kleding van de leek.
Na zijn terugkeer in de Verenigde Staten in 1972 richtte Kornfield, samen met Sharon Salzberg en Joseph Goldstein, de Insight Meditation Society op in Barre (Massachusetts). Deze organisatie heeft tot doel om een platform te zijn voor het intensief beoefenen van inzichtsmeditatie. Daarnaast is Kornfield oprichter van het Spirit Rock Center ten noorden van San Francisco, Californië. Hij woont met vrouw en dochter in Noord-Californië.
Sinds 1974 heeft Kornfield over de hele wereld lesgegeven, meestal over Vipassanameditatie. Zijn werk is er op gericht een manier te ontwikkelen die geschikt is om westerlingen de oosterse spirituele weg te onderwijzen.